# Neno Belan
Nenad Belan (Split, 2. veljače 1962.) hrvatski je kantautor, pjevač i skladatelj pop-rock i zabavne glazbe mediteranskog izražaja.

## Životopis
Splićanin, kantautor, rođen 2. veljače 1962. godine, elektroničar po struci, trenutačno živi u Rijeci. Frontmen nekadašnjeg popularnog splitskog sastava Đavoli s kojima je u kratkom roku postigao veliki uspjeh na području bivše države Jugoslavije te ostavio cijeli niz hitova kao što su „Pričaj mi o ljubavi”, „Stojin na kantunu”, „Bambina“, „Dani ljubavi”, „Ja volim je”, „Ostani uz mene”, „Dugo toplo ljeto” i drugi.
Nakon raspada Đavola 1991., 1992. godine seli u Zagreb te 1995. godine u Rijeku gdje nastavlja s uspješnom solo karijerom i održava kvalitetan stvaralački kontinuitet tako da je i tijekom 1990-ih objavio niz uspješnih pjesama kao što su „Sunčan dan”, „Vino noći”, „Rock galama”, „Dotakni me usnama”, „Ponoćna zvona”, „Ivona” i mnoge druge.
Svoju solo karijeru obogaćuje suradnjom s riječkim sastavom Fiumens s kojima od 1997. godine do danas kontinuirano nastupa.
Njegova glazba nastaje pod izravnim utjecajem The Beatlesa, odnosno britanskog i američkog pop-rocka 1960-ih godina, zatim zvuka izvornog rock'n'rolla 1950-ih kao i dalmatinskih etno melodija i talijanskog belcanta, odnosno kancone, ali mu nije nepoznato ni koketiranje s drugim stilovima kao što su reggae, ska, latino i ostali.
Njegovi hitovi, pogotovo oni s početka novog tisućljeća, kao što su „Galeb”, „Rijeka snova”, „Divojka sa juga” i „Srce od leda” svoju privlačnost temelje na retro zvuku Belanovog crvenog Gretscha (gitara, op.a.), vokalnom višeglasju i temama o ljubavi, nostalgiji te Mediteranu, stvarajući tako jedinstveni domaći mediteranski mainstream izričaj koji su mnogi s pravom prozvali „belanovskim popom” te ga time sasvim sigurno uvrstili u sam vrh ljestvice najprestižnijih autora i izvođača koji su se pojavili posljednja tri desetljeća na ovim prostorima. 
Neno Belan & Fiumens redovito održavaju koncerte diljem cijelog prostora nekadašnje bivše države i jedni su od najaktivnijih bandova na ovim prostorima.
Studijski album Rijeka snova donio im je 2008. godine nagradu Porin za najbolji pop album. Također, jedan od Belanovih hitova, pjesma „Zar više nema nas” koju je snimio u duetu s Massimom, osvojila je još dva Porina 2009. godine, za najbolji duet, te svakako najvažniji, kao autor za pjesmu godine. Te iste godine dobiva još dva Porina, za kompilaciju godine i u povijesno-tematskoj kategoriji za trostruki cd-box grupe Đavoli. 
Pjesma „Rijeka snova” najizvođenija je hrvatska pjesma uopće u 2008. godini dok je pjesma „Zar više nema nas” najizvođenija u 2009. godini po službenim podatcima Zavoda za zaštitu malih autorskih prava.
Sredinom 2009. godine izlazi prvi u karijeri live cd Tvornica snova snimljen na dva bravurozna koncerta održana u zagrebačkom klubu Tvornica 2008. godine.
Godine 2010. album Tvornica snova je nagrađen s čak 4 Porina i to u najvažnijoj kategoriji za album godine, za najbolji rock album godine, za najbolji live album godine te za suradnju grupe s vokalom.
Godine 2010. Neno Belan dobiva cijenjenu strukovnu nagradu Hrvatskog Društva Skladatelja – HDS Milivoj Körbler u kategoriji zabavne glazbe, koja se dobiva jednomu životu. 
I u drugom desetljeću ovoga stoljeća nastavlja s uspješnim djelovanjem te stvara novu seriju hitova kao sto su „Kiša” i „Oceani ljubavi” (najvrćenija pjesma u Hrvatskoj po službenim podacima ZAMP-a) čiji naziv nosi i Porinom nagrađena kompilacija izdana 2012. godine na kojoj se nalaze deset mahom uspješnih pjesama izvedenih na šibenskom festivalu Dalmatinske šansone u zadnjih desetak godina. Među nagrađenim hitovima ovog razdoblja, nalazi se i pjesma „Ulicama grada” koja mu po drugi put u životu donosi najprestižniju nagradu Porin za pjesmu godine te pjesma „Anđela, Anđele” s kojom se 2014. godine predstavio na novoobnovljenom i moderniziranom Zagrebačkom festivalu u čiji se rad 2013.  godine uključio kao punopravni član Izvršnog odbora redizajniranog Zagrebačkog Festivala te aktivno sudjeluje u njegovom moderniziranju.
Početkom 2015. godine, uslijedio je i drugi nastup na istome s pjesmom „Jer je pjesma dio nas”. Krajem veljače iste godine ostvaruje i suradnju sa slovenskom pop pjevačicom Alyom, te s veoma zapaženom pjesmom „Misunderstandings” konkurira na EMA-i, slovenskom natjecanju za predstavnika na Eurosongu. Istu pjesmu prevodi na hrvatski jezik i izvodi je u duetu s Majom Posavec te osvaja vrhove nacionalnih top lista.
Godine 2016. postaje umjetnički direktor Zagrebačkog festivala te 2018. godine na tom položaju dobiva i Porina u kategoriji najbolji album s raznim izvođačima. Također, 2016. godine izdaje kompilaciju singlova pod nazivom Sanjaj. 
Od 2013. godine povremeno nastupa uživo i u unplugged varijanti s tzv. Mediteranskim orkestrom, proširenom formacijom svog benda s dodanim gudačima, udaraljkama, mandolinama, gitarom i klapom. 
Od 2017. godine sa svojim Fiumensima i prijateljem saksofonistom Jakšom Kriletićem-Jordesom revitalizira zvuk svoje prve profesionalne grupe Đavoli na posebno za to koncipiranim nastupima.
Paralelno sa svojom pop - rock karijerom, 2010. godine, za potrebe Međunarodnog dječjeg festivala u Šibeniku radi kompletnu glazbu za dječji mjuzikl Buratino u režiji Nine Kleflin. Ta suradnja se nastavlja i dalje pa tako 2015. radi glazbu za drugi dječji mjuzikl Matilda, 2016. za treći, Čarobnjak iz Oza te 2017. godine za Buratino reprizu, sve za istu kazališnu kuću i sve u režiji Nine Kleflin. Godine 2018. radi i orkestralnu muziku za dramu Povratak Filipa Latinovića, djelo Miroslava Krleže, za potrebe Hrvatskog narodnog kazališta u Pečuhu, opet u režiji Nine Kleflin.
I konačno 2020., dolazi kruna njegove kazališne karijere i ostvarenje davnog sna, radi se mjuzikl "Bambina" u splitskom HNK na poziv redatelja Krešimira Dolenčića.
Sadržajem je nostalgični jukebox musical, nešto kao Mamma Mia gdje se playlista Belanovih glazbenih uspješnica ubacuje u jednu novu priču, s tom razlikom da je "Bambina" građena oko tih pjesama. Ana Tonković Dolenčić je autorica teksta mjuzikla, skladatelj glazbe je Neno Belan, scenografkinja Dinka Jeričević, dramaturg Jasen Boko, a dirigent mjuzikla je Jure Bučević. Glazba nije bila u izvornom obliku, nego u novom aranžmanu Olje Dešića, Belanov kolegai iz benda Fiumens. U mjuziklu je izvodi Neno Belan sa svojim glazbenim sastavom uz članove kazališnog orkestra.  Praizvedba je bila na Valentinovo 14. veljače 2020. godine. Praizvedba "Bambine" tako je bila prva izvedba mjuzikla u splitskom HNK nakon 1983., kad su zadnji put postavili mjuzikl.
Radnja se zbiva 1980-ih godina. Autorica je izabrala to vrijeme ne samo zato što su tad nastale skladbe Đavola, nego jer je to vrijeme u nekom kolektivnom sjećanju neko optimistično vrijeme. Mjesto radnje je splitski škver gdje se gradi tanker imena Bambina za grčkog brodovlasnika. Gradnja je povjerena mladom, neiskusnom i naivnom inženjeru. Direktor i njegovi suradnici izabrali su njega za vođenje projekta računajući da će s njim moći manipulirati i tako prikriti svoje malverzacije. Tri su ljubavne priče, zatim klasni i ideološki sukobi, sve ono što je obilježilo te godine, od čega je dosta preživjelo i danas. Mjuzikl se ne bavi aktivizmom. Radnja ima sretan završetak, brod isplovljava, svi se problemi razriješe i ono što se u stvarnosti možda ne može dogoditi, zbiva se u kazalištu. To je jedna prava splitska predstava u kojoj su se iz kolektivnog sjećanja izvukli neki od neizostavnih likova tadašnje gradske scene.
Neno Belan je zajedno s grupom Fiumens nastupio na Dori 2005. godine s pjesmom "Hey" no ne osvaja dovoljno bodova u polufinalu za odlazak u finale natjecanja.
S obzirom na to da je i 2015. godine nastupio na Slovenskom Izboru za Eurosong, postao je jedan od rijetkih hrvatskih izvođača koji je nastupio na dva različita nacionalna izbora za Eurosong za dvije različite zemlje.

## Nagrada PORIN
Do sada u svojoj karijeri, Neno Belan osvojio je 16 Porina i cijeli niz nominacija:
- 2008. godina - Najbolji pop album Rijeka snova
- 2009. godina - Pjesma godine - autor „Zar više nema nas“                         
  - Najbolja vokalna suradnja s Massimom Savićem
  - Najbolji kompilacijski album - 3 Cd-box grupa Đavoli
  - Najbolji povijesno - tematski album - 3 Cd-box grupa Đavoli - kao autor izdanja
- 2010. godina - Album godine - Tvornica snova
  - Najbolji rock album
  - Najbolja izvedba grupe s vokalom - „Ivona“
  - Najbolji koncertni album
- 2013. godina - Pjesma godine - „Ulicama grada“  
  - Najbolji kompilacijski album - Oceani ljubavi
- 2016. godina - Najbolja vokalna suradnja - „Tvoj glas“ s Majom Posavec
- 2018. godina - Najbolji album s raznim izvođačima 64. Zagrebački festival - kao urednik izdanja
- 2019. godina - Najbolji album s raznim izvođačima 65. Zagrebački festival - kao urednik izdanja
- 2020. godina - Najbolji album s raznim izvođačima 66. Zagrebački festival - kao urednik izdanja
- 2021. godina - Najbolji album s raznim izvođačima 67. Zagrebački festival - kao urednik izdanja

## Festivali
Nastupao je na mnogim festivalima počevši od Splitskog festivala, MESAM-a, Zadarfesta, Arenafesta Pula, Melodijama hrvatskog Jadrana, hrvatskom izboru za pjesmu Eurovizije (Dora), Etnofesta Neum, Zagrebačkog festivala te Šibenskim večerima dalmatinske šansone na kojem je osvojio ukupno 27 nagrada što ga čini najuspješnijim autorom i izvođačem u povijesti tog festivala.

#### Nastupi na festivalima s grupomĐavoli
- "Bambina" - MESAM 1986.
  - 3. mjesto publike
- MESAM 1987.
- "Cha cha pusti me" - MESAM 1988.
- "Večeras" - Splitski festival 1988.
- "Dugo toplo ljeto" - Splitski festival 1989.
  - 1. nagrada žirija
  - 2. nagrada publike
  - nagrada za najbolji tekst
  - nagrada za najbolji aranžman
  - nagrada za pjesmu desetljeća treće dekade Splitskog festivala

- "A gdje si ti" - Splitski festival 1990.
- "Ivona" - Splitski festival 1998.
- "Jagode i čokolada" - Melodije hrvatskog Jadrana 1998.
- "Nemoj mislit' da je kraj" - Zadarfest 1998.

#### Nastupi na festivalima solo i s grupomFiumens
- "Miriše jugo" - MESAM 1989.
- "Ljubav postoji zbog nas" (feat. Anja Šovagović-Despot) - Splitski festival 1991.
- "Zaboravi" - Splitski festival 1992.
- "Do posljednjeg daha" (feat. Zorica Kondža) - Splitski festival 1994.
  - 1. nagrada žirija
  - 2. nagrada publike

- "Dotakni me usnama" - Zadarfest 1994.
  - 2. nagrada stručnog žirija
- "Plešem ispod oblaka" - Arenafest 1994.
- "Mama" - Dora 1994.
- "Vlak" - Melodije hrvatskog Jadrana 1995.
- "Dolazi ljubav" - Splitski festival 1995.
- "Volim te" - Arenafest 1996.
- "Konj" - Zadarfest 1996.
- "Malom cestom preko Zagore" - Etnofest Neum 1996.
- "Ponoćna zvona" - Melodije hrvatskog Jadrana 1997.
  - 1. nagrada stručnog ocjenjivačkog suda - Zlatni galeb

- "Mojoj ljubavi" - Zadarfest 1997.
  - 3. nagrada stručnog žirija
  - Nagrada za najbolje stihove
- "Crno i sivo" - Zagrebfest 1997.
- "Odlazim" - Arenafest 1997.
- "Bračka balada" (Neno Belan, Ante Ivić feat. klapa Fortunal) - Etnofest Neum 1997.
- "Olujno more" (feat. klapa Nostalgija) - Večeri dalmatinske šansone 2001.
- "Ka'vanna" - Marko Polo fest 2002.
  - Grand prix

- "C'mon" - Marko Polo fest 2003.
- "Srce od leda" (feat. klapa More) - Večeri dalmatinske šansone 2003.
  - 3. nagrada publike

- "Divojka sa juga" (feat. klapa More) - Večeri dalmatinske šansone 2004.
  - 2. nagrada publike
  - Najbolje kantautorsko djelo
  - Najizvođenija šansona VDŠ 2003 (Neno Belan & klapa More - "Srce od leda")

- "Sutra" - Marko Polo fest 2004.
- "Hey" - Dora 2005. - polufinale
- "Galeb" (feat. klapa More i Rivers) - Večeri dalmatinske šansone 2005.
  - 2. nagrada žirija
  - Najizvođenija šansona VDŠ 2004 (Neno Belan & klapa More - "Divojka sa juga")

- "Kad plima se diže" (feat. klapa More i Marijan Ban) - Večeri dalmatinske šansone 2006.
  - 2. nagrada publike
  - Najbolje kantautorsko djelo
  - Najizvođenija šansona VDŠ 2005 (Neno Belan, klapa More & Rivers - "Galeb")

- "Rijeka snova" - Večeri dalmatinske šansone 2007.
  - Najizvođenija šansona VDŠ 2006 (Neno Belan & klapa More feat. Marijan Ban - "Kad plima se diže")
- "Fiumera (Bračka balada)" (Neno Belan, Žan Jakopač i klapa More) - Etnofest Neum 2007.

- "Zar više nema nas" (Massimo & Neno Belan) - Večeri dalmatinske šansone 2008.
  - 2. nagrada žirija
  - 1. nagrada publike
  - Najizvođenija šansona VDŠ 2007 (Neno Belan - "Rijeka snova")
  - Najizvođeniji šansonijer VDŠ 2003-2007. (Neno Belan)
- "Odlazak" - Etnofest Neum 2008.

- "Kiša" - Večeri dalmatinske šansone 2010.
  - 3. nagrada žirija
  - Najbolje kantautorsko djelo

- "Lipi moj grade" (klapa More feat. Neno Belan) - Večeri dalmatinske šansone 2010.
- "Oceani ljubavi" - Večeri dalmatinske šansone 2011.
  - 1. nagrada žirija
- "Nedir nad morem plavim" -  Etnofest Neum 2011.
- "Ulicama grada" - Večeri dalmatinske šansone 2012.
  - Najizvođenija šansona VDŠ 2011. (Neno Belan – "Oceani ljubavi")
- "More je klapa“ (klapa More) - Večeri dalmatinske šansone 2013.
  - Najizvođenija šansona VDŠ 2012 (Neno Belan feat. Ljetno kino – "Ulicama grada")
- "Daj mi daj" - Večeri dalmatinske šansone 2014.
  - 3. nagrada žirija
- "Anđela, anđele" - Zagrebački festival 2014.
- "Misunderstandings" (feat. Alya) - EMA (Evrovizijska Melodija - slovensko nacionalno finale) 2015.
- "Tvoj glas“ (feat. Maja Posavec) - Večeri dalmatinske šansone 2015.
  - nagrada žirija
  - nagrada publike
  - Najizvođenija šansona VDŠ 2014 (Neno Belan – „Daj mi daj“)
- "Jer je pjesma dio nas" - Zagrebački festival 2015.
- "Sanjaj" - Večeri dalmatinske šansone 2016.
  - Najizvođenija šansona VDŠ 2015 (Neno Belan & Maja Posavec – "Tvoj glas")
- "Zvijezda moga sna" - Večeri dalmatinske šansone 2017.
  -  Najizvođenija šansona VDŠ 2016 (Neno Belan & Fiumensi – "Sanjaj")
- "Ti i Ja" - Večeri dalmatinske šansone 2018.
  - Najizvođenija šansona VDŠ 2017 (Neno Belan & Fiumensi – "Zvijezda moga sna")
- "Klinček stoji pod oblokom" (Neno Belan i Singrlice feat. Jurica Pađen) -  Etnofest Neum 2018.
- "Lito umire" (Neno Belan) - Večeri dalmatinske šansone 2019
  - Najbolje kantautorsko djelo
- "Vrijeme za nas" (Alka Vuic i Neno Belan) - Splitski festival 2019
  - 2. nagrada žirija
- "Čarobna stvar" (Neno Belan i Zorana Kačić Čatipović) - Festival zabavne glazbe Split 2020.[2]
  - Nagrada za najbolji aranžman
  - Prva nagrada publike „Zlatni galeb“
- "Ne volin jugo" (Neno Belan & klapa Cambi) - Večeri dalmatinske šansone 2020
  - 1. nagrada žirija
  - Najizvođenija šansona VDŠ 2019 (Neno Belan – "Lito umire")
- "Zvijezde" (Neno Belan) - Festival zabavne glazbe Split 2021
  - 1. nagrada žirija
- "Teško je" (Neno Belan) - Zagrebački festival 2021
  - 2. nagrada žirija
- "Na Cvitnu Nedilju" (Neno Belan) - Večeri dalmatinske šansone 2021
  - 2. nagrada žirija

## Diskografija

#### Studijski albumi
1. Ljubav i moda - Đavoli (Jugoton, 1986.)
2. Hallo Lulu 22 - Đavoli (Jugoton, 1987.)
3. Ostani uz mene - Đavoli (Jugoton, 1988.)
4. Rock 'n' Roll Party (mini LP) - Đavoli (Jugoton, 1991.)
5. Vino noći - Neno Belan (Croatia Records, 1993.)
6. Split Reggae Beat (maxi single) - Neno Belan (Croatia Records, 1994.)
7. Dolazi ljubav - Neno Belan (Croatia Records, 1995.)
8. Južnjačka utjeha - Neno Belan (Croatia Records, 1997.)
9. Space Twist - Đavoli (Dallas Records, 1998.)
10. Luna & Stelle - Neno Belan & Fiumens (Dallas Records, 2002.)
11. Rijeka snova - Neno Belan & Fiumens (Dallas Records, 2007.)
12. Oceani ljubavi - Neno Belan & Fiumens (Dallas Records, 2012.)
13. Sanjaj! - Neno Belan & Fiumens (Dallas Records, 2016.)

#### Albumi uživo
1. Tvornica snova - Neno Belan & Fiumens (Dallas Records, 2009.)
2. Live in Studio M - Đavoli (Croatia Records, 2016.)

#### Soundtrack albumi
1. Matilda - Neno Belan/Marijana Nola (Dallas Records, 2016.)
2. Povratak Filipa Latinovicza - Neno Belan (Dallas Records, 2018.)

#### Kompilacijski albumi
1. Balade – Kada se nađem u predjelu noći - Đavoli (Jugoton, 1989.)
2. Greatest Hits - Neno Belan (Croatia Records, 2003.)
3. The Ultimate Collection - Neno Belan & Đavoli (Croatia Records, 2008.)
4. Đavoli 3CD Box - Đavoli (Croatia Records, 2008.)